# ジョン・ハーウィッツ
ジョン・ハーウィッツ（Jon Hurwitz、1977年11月15日 - ）は、アメリカ合衆国の脚本家。

## 作品
- アメリカン・パイパイパイ!完結編 俺たちの同騒会
- ハロルド&クマー クリスマスは大騒ぎ!?（英語版）